# Alexander Anatoljewitsch Sardyko
Alexander Anatoljewitsch Sardyko (russisch Александр Анатольевич Сардыко; * 8. Mai 1990 in Krasnojarsk) ist ein ehemaliger russischer Skispringer.

## Werdegang
Sardyko gab sein internationales Debüt 2007 im Rahmen des FIS Cup. Bereits in seinem zweiten Springen in Harrachov sprang er in die Punkteränge. Im Januar 2008 verpasste er mit Rang 11 in Eisenerz nur knapp ein Ergebnis unter den besten zehn. Bei den Nordischen Junioren-Skiweltmeisterschaften 2008 in Zakopane startete er nur im Mannschaftsspringen und landete mit seinen Teamkollegen auf dem 11. Platz.
Im Januar 2010 gelang es Sardyko im FIS-Cup zweimal in die Top 10 zu springen. Bei den Nordischen Junioren-Skiweltmeisterschaften 2010 in Hinterzarten landete Sardyko auf dem 56. Platz im Einzelspringen sowie mit der Mannschaft auf dem achten Rang. Eine Woche später startete er in Zakopane erstmals im Skisprung-Continental-Cup. Trotz fehlender Punktegewinne verblieb er im B-Kader. Bei den Russischen Meisterschaften 2010 gewann Sardyko seinen ersten nationalen Titel von der Normalschanze.
Im Sommer 2010 gewann er im kasachischen Almaty erstmals Continental-Cup-Punkte. Auch zu Beginn der Saison 2010/11 gelang ihm in Rovaniemi ein erster Punktegewinn. Nachdem er bis zum Ende der Saison noch weitere Punkte gewinnen konnte, belegte er am Ende der Saison Rang 115 der Gesamtwertung. Bei den Russischen Meisterschaften 2011 gewann Sardyko seinen zweiten nationalen Titel von der Normalschanze.
Bei der Winter-Universiade 2011 in Erzurum erreichte er im Einzel von der Normalschanze Rang 21 und von der Großschanze auf Rang 15. Beim Sommer-Continental-Cup 2011 in Kranj gelang Sardyko als Siebenter erstmals der Sprung unter die besten zehn. Nach weiteren Punktgewinnen gab er am 10. November 2011 in Harrachov sein Debüt im Skisprung-Weltcup. Beim Team-Weltcup landete er mit seinen Teamkollegen den achten Platz.
Bei den beiden Einzel-Weltcups im Skifliegen am Kulm im Januar 2012 verpasste er den zweiten Durchgang und damit die Punkteränge deutlich. Daraufhin startete er in Bischofshofen wieder im Continental-Cup und erreichte sehr gute Top-20-Platzierungen. Zurück im Weltcup-Kader erreichte er mit einer guten Leistung die Qualifikation für das Einzelspringen im Val di Fiemme. Jedoch konnte er als 49. nach dem ersten Durchgang erneut nicht um Weltcup-Punkte springen. In Willingen erreichte er mit der Mannschaft im Rahmen der FIS-Team-Tour 2012 den zehnten Platz. Auch beim Skiflug-Team-Weltcup wenig später konnte sich die Mannschaft als Achter mit guten Leistungen präsentieren. In Lahti verpasste er die Punkteränge beim Einzelweltcup als 31. nur um einen Platz.
Ab Juni 2012 startete er beim Sommer-Continental-Cup und bewies beim zweiten Springen in Stams mit dem fünften Rang seine gute Form. Auch in der Folge sprang er, ausgenommen von den Springen in Sotschi, bei allen Wettbewerben in die Punkteränge. Im August kam Sardyko erstmals im Rahmen des Skisprung-Grand-Prix als Teil der Mannschaft beim Teamspringen in Hinterzarten zum Einsatz. Die Mannschaft erreichte dabei den 12. Platz.
Nachdem er zu Beginn der Weltcup-Saison 2012/13 in Sotschi bereits in der Qualifikation gescheitert war, wurde er zurück in den Continental-Cup und damit in den B-Kader versetzt. Bereits im Januar 2013 kam er beim Skifliegen in Vikersund wieder zurück in den Weltcup. Dabei gelangen ihm jedoch auch weiterhin keine Punkteplatzierungen.
Im März 2013 gelang Sardyko in Nischni Tagil als Zweiter hinter dem Slowenen Rok Justin erstmals auf das Continentalcup-Podium. Im Sommer sprang er fest im Skisprung-Grand-Prix, konnte sich aber erneut nicht in der ersten Mannschaft durchsetzen.
Zu Beginn der Saison 2013/14 startete Sardyko in Predazzo bei der Winter-Universiade 2013. Dabei gewann er mit der Mannschaft beim zweiten Teamspringen von der Normalschanze die Silbermedaille hinter dem Team aus Polen. Bei seinem ersten Continental-Cup-Springen der Saison gelang ihm in Engelberg erneut der Sprung in die Punkteränge.
Bei den russischen Meisterschaften Ende März 2013 in Nischni Tagil wurde er gemeinsam mit Michail Maximotschkin, Alexander Schuwalow und Denis Kornilow russischer Meister im Team. Wenige Monate später gewann er den Titel auch bei den Sommer-Meisterschaften in Sotschi.
Anfang 2021 nahm er letztmalig an internationalen Wettkämpfen teil.

## Statistik

### Continental-Cup-Platzierungen
| Saison  | Platz | Punkte |
| ------- | ----- | ------ |
| 2010/11 | 122.  | 028    |
| 2011/12 | 071.  | 102    |
| 2012/13 | 045.  | 240    |
| 2013/14 | 149.  | 010    |
| 2014/15 | 096.  | 052    |
| 2015/16 | 159.  | 002    |
| 2016/17 | 152.  | 011    |

## Werdegang
- Alexander Anatoljewitsch Sardyko in der Datenbank des Internationalen Skiverbands (englisch)
- Alexander Anatoljewitsch Sardyko in der Datenbank von infosport.ru (russisch)
- Alexander Anatoljewitsch Sardyko in der Datenbank von wyniki-skoki.hostingasp.pl (polnisch)